# Donje Ceranje
Donje Ceranje – wieś w Chorwacji, w żupanii zadarskiej, w mieście Benkovac. W 2011 roku liczyła 22 mieszkańców.